# Les Pèlerins (bande dessinée)
Les Pèlerins est le quatrième album de la série Simon du Fleuve écrite et réalisée par Claude Auclair.

## Personnages
- Simon (du Fleuve)
- Les capuchons
- Emeline

## Synopsis
Au début de ce tome, Simon est sur son cheval encore groggy du coup que lui a porté Maïlis sur la tête. Il se trouve en rase campagne au milieu de nulle part et finit par tomber de cheval, mais son pied est retenu par un étrier. Un groupe de personnes nomades (les Capuchons) passe par là et le découvre. Ils prennent soin de lui et lorsque Simon va mieux, il décide de les accompagner jusqu'à Chartres devenue lieu de pèlerinage. Mais avant d'arriver dans l'ancienne ville (toujours en activité), ils font un détour par une ferme où Simon et les pèlerins participent à la vie aux champs durant la période de la moisson. Il fait la connaissance d'Émeline qui le suivra dans les albums suivants.